# وقیری
وقیری (به لاتین: Vaqiri) یک منطقهٔ مسکونی در گرجستان است که در شهرداری سیغناغی واقع شده‌است. وقیری ۱٬۹۵۰ نفر جمعیت دارد و ۴۲۰ متر بالاتر از سطح دریا واقع شده‌است.